# دوروثي هايت
دوروثي إيرين هايت (بالإنجليزية: Dorothy Height)‏ (24 مارس 1912 - 20 أبريل 2010): كانت مديرة ومربية أمريكية عملت في مجال الحقوق المدنية كما كانت ناشطة في مجال حقوق المرأة، وركزت بشكل خاص على قضايا النساء الأميركيات من أصل أفريقي، بما في ذلك البطالة والأمية وتوعية الناخبين. كانت رئيسة المجلس القومي للمرأة الزنوجية لمدة أربعين عاما وحصلت على وسام الحرية الرئاسي في عام 1994 والميدالية الذهبية في الكونغرس في عام 2004.

## نشأتها
ولدت دوروثي هايت في ريتشموند، فيرجينيا. عندما كانت تبلغ من العمر 5 سنوات، انتقلت مع عائلتها إلى بلدة رانكين في ولاية بنسلفانيا بعمر الخمس سنوات، وهي بلدة فولاذية في ضواحي بيتسبرغ، وتخرجت من مدرسة رانكين الثانوية في عام 1929. في المدرسة الثانوية، أظهر هايت موهبة كبيرة بالخطابة. وفي أثناء وجودها في المدرسة الثانوية، أصبحت ناشطة اجتماعيًا وسياسيًا، من خلال المشاركة في حملات مكافحة الإعدام خارج نطاق القانون. وأثناء تدربها على الخطابة شاركت بالمنافسة الوطنية.
فازت هايت بالحدث، وفي المقابل حصلت على منحة دراسية جامعية. تلقت هايت منحة دراسية من Elks ، مما ساعدها على الالتحاق بالجامعة. تم قبولها في كلية بارنارد في عام 1929، ولكن تم رفض دخولها لدى وصولها لأن المدرسة لديها سياسة غير مكتوبة باعتراف اثنين من الطلاب السود فقط في السنة. التحقت بدلًا من ذلك في جامعة نيويورك، وحصلت على شهادة البكالوريوس في عام 1932 ودرجة الماجستير في علم النفس التربوي في العام التالي. تابعت المزيد من الدراسات العليا في جامعة كولومبيا ومدرسة نيويورك للعمل الاجتماعي (التي سبقت مدرسة جامعة كولومبيا للعمل الاجتماعي).

## حياتها العمليَة
خدمت هايت في مختلف الوظائف التي تخدم المجتمعات الفقيرة حول مدينة نيويورك. على الرغم من أنه كان وقتًا مظلمًا في عصر الكساد، إلا أن مهارات هايت كانت مطلوبة كثيرًا. بدأت هايت العمل كخبيرة قضايا مع إدارة الرعاية في مدينة نيويورك، وفي سن 25، بدأت حياتها المهنية كناشطة في مجال الحقوق المدنية، وانضمت إلى المجلس القومي للمرأة الزنوج. كافحت من أجل حقوق متساوية لكل من الأمريكيين من أصل أفريقي والنساء. في عام 1944 انضمت إلى الموظفين الوطنيين في YWCA. طورت برامج تدريب على القيادة وبرامج تعليمية مسكونية. كما خدمت كرئيسة وطنية لطالبات المدارس من 1947 إلى 1956.
في عام 1957، تم تعيين هايت رئيسًا للمجلس الوطني للنساء الزنوج، وهو منصب شغلته حتى عام 1997. خلال حركة الحقوق المدنية في الستينيات، نظمت «أيام الأربعاء في مسيسيبي»، وجمعت بين النساء السود والبيض من الشمال. والجنوب لخلق حوار تفاهم. كان الارتفاع أيضًا عضوًا مؤسسًا لمجلس قيادة الحقوق المدنية المتحدة. في سيرته الذاتية، وصف زعيم الحقوق المدنية جيمس فارم هايت بأنه واحد من «الستة الكبار» في حركة الحقوق المدنية، لكنه أشار إلى أن دورها تم تجاهله بشكل متكرر من قبل الصحافة بسبب التمييز الجنسي.
وقد خدم الوزير في عدد من اللجان، بما في ذلك مستشاراً للشؤون الأفريقية إلى وزير الخارجية، ولجنة الرئيس المعنية بتشغيل المعوقين، ولجنة الرئيس المعنية بوضع المرأة. في عام 1974، تم تسميتها في اللجنة الوطنية لحماية الموضوعات البشرية للأبحاث الطبية الحيوية والسلوكية، والتي نشرت تقرير بيلمونت ردًا على سيئة السمعة، ومحك أخلاقي دولي للباحثين حتى يومنا هذا.

## حياتها اللاحقة
في عام 1990، شكلت هايت، إلى جانب 15 أمريكيًا من الأمريكيين الأفارقة، منظمة النساء الأمريكيات الأفارقة من أجل الحرية الإنجابية. تم الاعتراف بهايت من قبل بارنارد لإنجازاتها كخلفية فخرية خلال إحياء الذكرى السنوية الخمسين لقرار براون ضد مجلس التعليم في عام 2004.
استلمت هايت منصب رئيس للجنة التنفيذية لمؤتمر القيادة حول الحقوق المدنية، وهو أكبر الحقوق المدنية لمنظمة حقوق المرأة في الولايات المتحدة الأمريكية. كما كنت كانت ضيفة مشرفة في حفل تنصيب الرئيس باراك أوباما في 20 يناير 2009 . واظبت على حضور لم شمل الأسرة السوداء الوطنية الذي تم الاحتفال به في واشنطن كل عام حتى وفاتها في عام 2010.
لم تتزوج دوروثي هايت ولم ترزق بأطفال. في 25 مارس من عام2010 ، دخلت هايت لمستشفى هاورد الجامعي في واشنطن لأسباب غير محددة وتوفيت بعد ستة أسابيع، وفي 20 أبريل 2010، عن عمر يناهز 98. حضر جنازتها في كاتدرائية واشنطن الوطنية في 29 أبريل 2010 الرئيس باراك أوباما والسيدة الأولى ميشيل أوباما، فضلًا عن العديد من الشخصيات البارزة الأخرى.و دفنت بعد ذلك في مقبرة فورت لينكولن في كولمار مانور، ميريلاند.